# Izopačena umjetnost
Izopačena umjetnost (njem. Entartete Kunst) pojam je koji su nacisti koristili za modernu umjetnost.

## Povijest
Rat modernoj umjetnosti nacisti su proglasili 1933. godine i zaplijenili preko 15.000 nenjemačkih umjetničkih djela iz njemačkih muzeja i privatnih zbirka. Ta su djela za naciste bila izopačena i boljševistička. Godine 1937. je u Münchenu održana izložba Entartete Kunst (Izopačena umjetnost) kojoj je cilj bio u javnosti stvoriti odbojnost prema toj grani umjetnosti. Nakon što su nacisti velik dio zaplijenjenih djela prodali u inozemstvu, uslijedilo je uništavanje preostalih djela 1939. godine.

## IzložbaEntartete Kunst
Izložba je održana 1937. u Münchenu. Izlagano je oko 650 zaplijenjenih djela. Umjetnici čija su djela izlagana bili su: Ernst Ludwig Kirchner, Emil Nolde, George Grosz, Edvard Munch, Ernst Barlach, Ludwig Meidner, Franz Marc, Vasilij Kandinski, Paul Klee, Marc Chagall, Otto Dix, Aleksej von Jawlensky, Carl Schmidt- Rottluff itd. Izložba je prelazila i u druge njemačke gradove. Bila je vrlo uspješna (više od 4 000 000 ljudi je posjetilo izložbu). Osim zaplijenjenih djela bile su tamo i slike shizofreničara iz ludnice i fotografije fizički poremećenih ljudi. Velik dio izložaka je bio uništen pa se ne može u potpunosti rekonstruirati izložba.